# Браш Прери (Вашингтон)
Браш Прери (енгл. Brush Prairie) насељено је место без административног статуса у америчкој савезној држави Вашингтон.

## Демографија
По попису из 2010. године број становника је 2.652, што је 268 (11,2%) становника више него 2000. године.
| Група             | 2000.         | 2010.         |
| Белци             | 2.264 (95,0%) | 2.445 (92,2%) |
| Афроамериканци    | 5 (0,2%)      | 16 (0,6%)     |
| Азијати           | 17 (0,7%)     | 30 (1,1%)     |
| Хиспаноамериканци | 40 (1,7%)     | 96 (3,6%)     |
| Укупно            | 2.384         | 2.652         |